# Charles Marie René Leconte de Lisle
Charles Marie René Leconte de Lisle född 22 oktober 1818 på Réunion, död 18 juli 1894 i Voisins, var en fransk författare och översättare.

## Biografi
Leconte de Lisle far var militärkirurg och plantageägare i den franska kolonin Réunion i Indiska oceanen. Leconte de Lisle företog en resa till Indien och Sundaöarna, och studerade grekiska och historia i Rennes, där han publicerade sina första dikter i stadens tidningar. Efter att ha återvänt till Réunion slog han sig omkring 1838 ned i Paris. Leconte de Lisle deltog i revolutionen 1848 och bröt med sin familj genom den glöd med vilken han ivrade för slaveriets avskaffande i de franska kolonierna, en handling som gjorde hans föräldrar ruinerade. Han sysslade samtidigt med poesi och levde under mycket knappa förhållanden, till dess hans berömmelse gav honom en mindre statspension. Efter att två gånger blivit ratad av Franska akademien, invaldes han 1887 som Victor Hugos efterträdare på dennes uttryckliga begäran, varvid en ryktbar skandal åstadkoms genom det fientliga hälsningstal som Alexandre Dumas den yngre riktade till honom. Förutom en rad översättningar av den grekiska poesins stora och ett drama i Aischylos stil, Les Érinnyes består hans alster främst av poesi, såsom Poèmes antiques (1852), Poèmes barbares (1862) och Poèmes tragiques (1884) samt den postumt utkomna, av hans vän och lärjunge José-María de Heredia redigerade Derniers poèmes (1895), där även några prosaberättelser ingår. I Leconte de Lisles poesi finns inte någon utveckling eller tillbakagång, allt hos honom är uttryck för en enda idé. Avskalad från mänskliga passioner och individuella intressen besjunger han tillvarons skönhet och absoluta intighet med kall lidelse och med ett suveränt förakt för en avsigkommen tids intressen och problem. Hans attityd är stoisk och heroisk; poesin skall enligt honom inte vara introspektiv, som romantikerna tänkte sig, utan vara en i formfulländning från alla värderingar befriad spegel av det sköna. Denna åskådning genomförde han med samma konsekvens inom poesin som Gustave Flaubert inom prosan.
Leconte de Lisle blev Parnass-skolans främste talesman och efter Victor Hugos död betraktades han som Frankrikes ledande lyriker.

### Diktsamlingar
- 1852. Poèmes antiques.
- 1855. Poèmes et Poésies.
- 1856. Le Chemin de la Croix ou La Passion.
- 1862. Poésies Barbares.
- 1871. Le Soir d'une Bataille.
- 1871. Le Sacre de Paris.
- 1884. Poèmes Tragiques.

### Tragedier
- Les Érinnyes (1872)
- L'Apollonide (1888)